# Campanha do Uruguai
A Campanha do Uruguai foi uma campanha militar que ocorreu durante a Guerra do Prata que foi realizada pelas tropas aliadas lideradas por Luís Alves de Lima e Silva, a campanha tinha por objetivo reconquistar o Uruguai das mãos de Manuel Oribe e socorrer as tropas coloradas de Fructuoso Rivera em Montevidéu.

## A Campanha

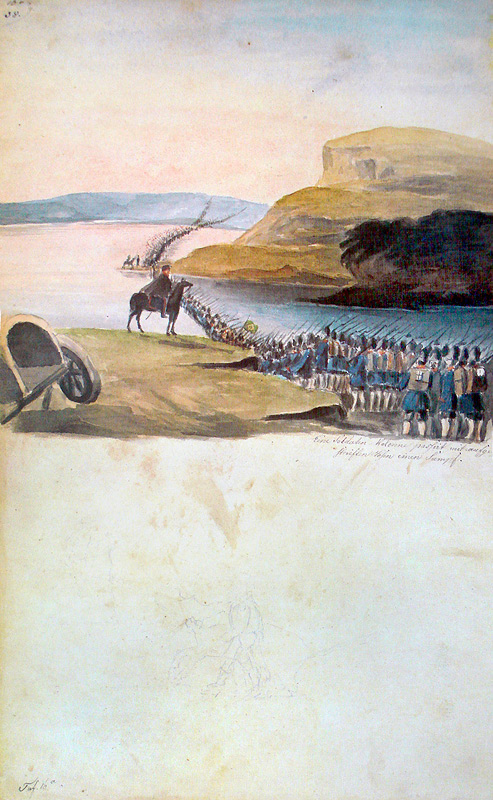
Coluna de soldados atravessando um rio, aquarela por Herrmann Wendroth (1852).

Um exército composto por 16 200 soldados em quatro divisões, com 6500 de infantaria, 8900 de cavalaria, 800 artilheiros e 26 canhões, incluindo mercenários europeus - os Brummer -, sob o comando de Luís Alves de Lima e Silva, cruzou a fronteira entre Rio Grande do Sul e Uruguai em 4 de setembro de 1851. Cerca de 4000 soldados permaneceram no Brasil para proteger sua fronteira, além de outros 17 000 homens espalhados pelo território brasileiro, fazendo com que o efetivo total do exército brasileiro era superior a 37 000 homens.
O Exército Brasileiro entrou no território uruguaio dividido em três grupos: a 4.ª Divisão sob o comando do Coronel Davi Canabarro que partiu de Quaraí e protegeu o flanco direito do grupo principal (a 1.ª e 2.ª divisões com 12 000 homens) sob o próprio Conde de Caxias que havia saído de Santana do Livramento. Um terceiro grupo, a 3.ª Divisão liderada pelo Brigadeiro José Fernandes dos Santos Pereira, partiu de Jaguarão e protegeu o flanco esquerdo das forças de Caxias. A 4.ª Divisão de Canabarro uniu-se às tropas de Caxias pouco após a cidade uruguaia de San Fructuoso. A 3.ª Divisão de Fernandes se juntou à força principal pouco antes de Montevidéu.
Enquanto isso, as tropas de Urquiza e Eugenio Garzón cercaram o exército de Manuel Oribe próximo a Montevidéu. As tropas sob o comando de Urquiza e de Garzón eram naquele momento cerca de 15 000 homens e o exército de Oribe em torno de 8500 pessoas. Após descobrir que os brasileiros se aproximavam, Oribe pediu para suas tropas se renderem sem luta. Derrotado e sem nenhuma possibilidade de continuar a guerra, Oribe recolheu-se à sua fazenda em Paso del Molino. 

## Bloqueio Brasileiro da Prata

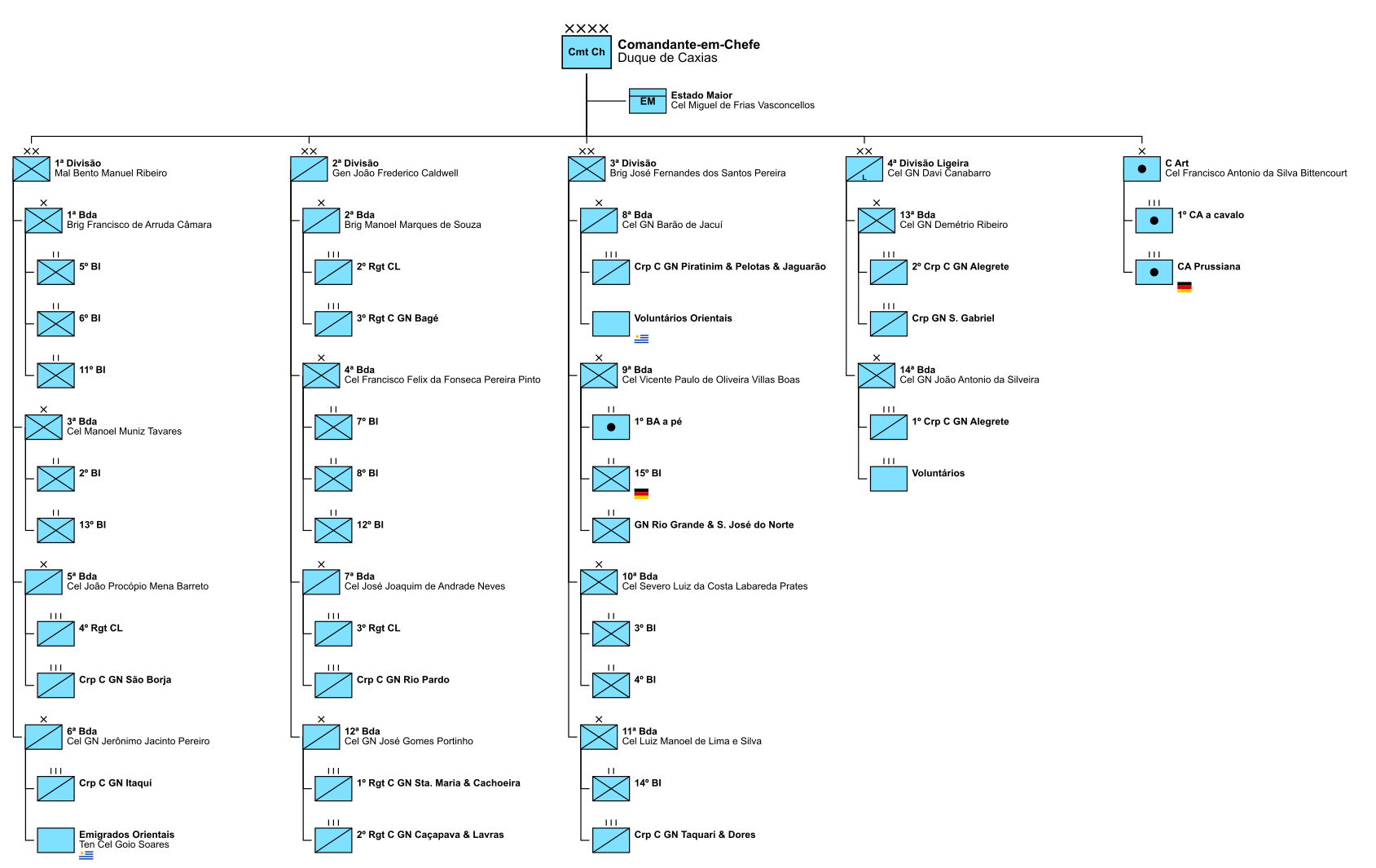
Ordem de Batalha da Campanha do Uruguai

A esquadra brasileira, com os navios dispostos ao longo do Rio da Prata e afluentes, impediu que o exército vencido de Oribe pudesse escapar para a Argentina. Urquiza sugeriu a Grenfell matar os prisioneiros de guerra, mas o almirante anglo-brasileiro recusou a machucá-los. Consequentemente, os soldados argentinos no exército de Oribe foram incorporados ao exército de Urquiza e os uruguaios, ao de Garzón. O exército brasileiro conseguiu cruzar o território uruguaio em segurança após derrotarem as tropas de Oribe que atacaram seus flancos em vários combates. No dia 21 de novembro, em Montevidéu, os representantes do Brasil, Uruguai, Entre Rios e Corrientes assinaram um tratado de aliança tendo como objetivo "libertar o povo argentino da opressão que suporta sob o domínio tirânico do Governador Rosas". 